# Roadracing

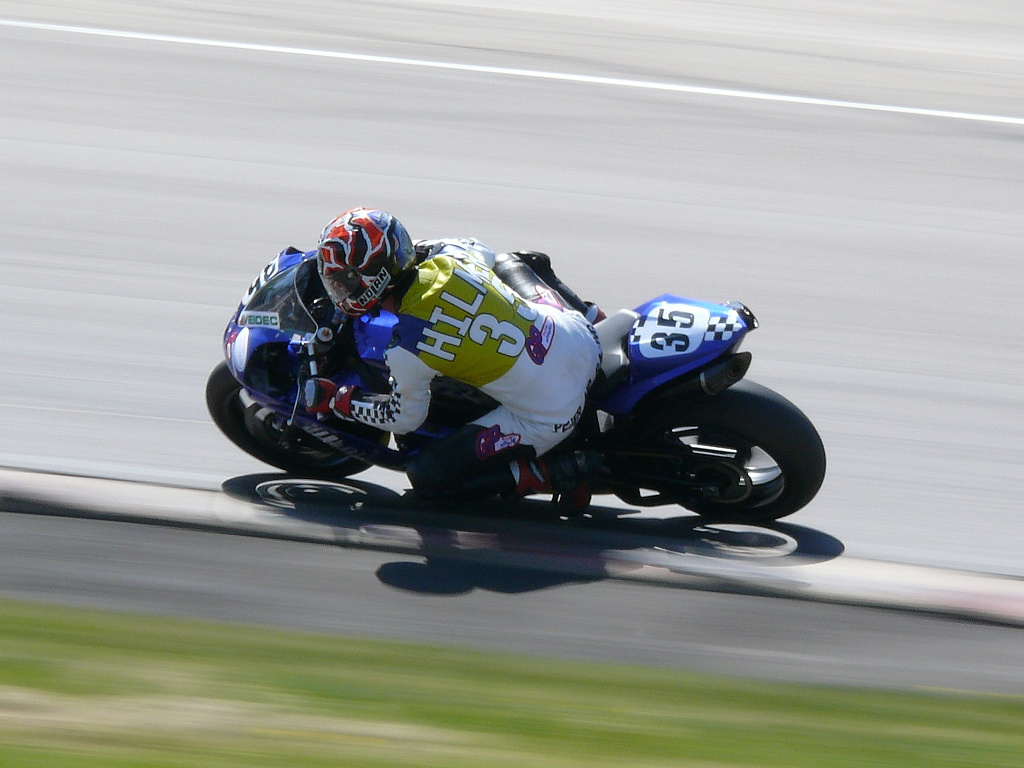
En motorcykel under en roadracingtävling.

Roadracing är en hastighetstävling inom motorcykelsport där man tävlar på asfaltsbanor. Motorcyklarna varierar från specialbyggda prototypmotorcyklar till standardmotorcyklar som går att köpa i handeln. Man tävlar i olika klasser som bland annat beror på storleken på motorcyklarna och hur mycket trimning som tillåts.
Roadracing är ett engelskt ord som översatt till svenska blir vägtävling. Tidigare var det just på vägar dessa tävlingar hölls, men med kraven på säkerhet körs numera dessa tävlingar med motorcyklar på permanenta, specialbyggda, asfaltsbelagda tävlingsbanor med betydligt högre säkerhet än landsvägsbanorna. Roadracing hette från början TT efter Tourist Trophy på Isle of Man som började köras 1907 och fortfarande körs. På 1920-talet började man genomföra Grand Prix-tävlingar i Europa. Från 1924 fick ett Grand Prix status som Europamästerskap. Andra världskriget avbröt abrupt all internationell tävlingsverksamhet.
Internationella motorcykelförbundet (FIM) arrangerade säsongen 1949 de första världsmästerskapen i Roadracing. VM bestod då av Grand Prix-klasserna 500cc, 350cc, 250cc, 125cc och sidovagnar. Sedan 1973 ger FIM även världsmästerskapsstatus till klasser utanför Grand Prix-cirkusen. De som är aktuella 2015 är Superbike (VM-status sedan 1988), Supersport (VM-status sedan 1997) och Endurance (VM-status sedan 1980). I Grand Prix Roadracing har klasserna ändrats över åren och är sedan 2012 MotoGP, Moto2 och Moto3, där MotoGP har ersatt 500cc som den mest ansedda klassen.
Det nationella förbundet för Roadracing är Svenska Motorsportförbundet (Svemo). Förbundet samlar alla som vill träna och tävla med motorcykel och snöskoter och försäkrar och utbildar förare, tränare och ledare på nationell och lokal nivå. Svemo skriver också regler och godkänner banor. Tävlingsgrenarna är aquabike, dragracing, enduro, isbana, isracing, minimoto, motocross, offshore, roadracing, rundbana, skotercross, speedway, supermoto, svävare och trial.

## Tävlingar, banor och motorcyklar
I Sverige var Hedemora TT en känd svensk roadracingtävling som på 1950-talet kördes på avstängd landsväg. På Scandinavian Raceway i Anderstorp kördes under många år Swedish TT och totalt har det körts 17 st VM-tävlingar i roadracing i Anderstorp. En av världens mest kända, och kanske mest olycksdrabbade tävling, är Isle of Man som även den körs på landsväg (Real Roadracing), första Isle of Man TT kördes 1907. 
Förutom MotoGp klassen räknas Suzuka 8 timmars som det mest prestigefyllda tävlingen. Den ingår i Endurance-VM (VM serie för långlopp) och körs i Japan. 
En vanlig roadracingbana i Sverige har en längd av cirka två till fyra km och innehåller ett varierande antal kurvor, både höger och vänster. Efter ett antal träningspass startar förarna via gemensam start och kör ett bestämt antal varv. Den som först passerar mållinjen har vunnit.
Tävlingar är öppna för både män och kvinnor, under förutsättning att deltagarna har den typ av tävlingslicens som krävs. Det finns dessutom bestämmelser om hur förarna ska vara utrustade. Hjälm är en självklarhet, men i tävlingssammanhang är också följande obligatoriskt: skinnställ, stövlar, handskar och ryggskydd. Sporten är idag mycket säker tack vare nyutvecklade skyddsmaterial för förarna[källa behövs].
För att tillfredsställa alla smakriktningar ryms också s.k. classic och historisk racing inom roadracing-sporten. Det tävlas också med sidovagnsekipage.
Vissa klassindelningar, beroende på cylindervolym och antal cylindrar, är etablerade sedan många år tillbaka. VM i 125, 250 och MotoGP har pågått ända sedan 1949. Andra klasser är föremål för förändringar, beroende på förarnas intresse. Fördelningen mellan två- och fyrtaktsmotorcyklar har tidigare varit tämligen jämnt fördelad under många år, men idag är klasserna för fyrtaktsmotorer övervägande. Oavsett vilken kategori förarna tävlar i ställs ett antal grundläggande krav på tävlingsmotorcyklarna. Det finns särskilda tekniska reglementen som beskriver vad som gäller för respektive klass.
För att få börja tävla i Sverige, behöver man genomgå en kurs för att kunna lösa en licens. Ett bevis på att föraren har de teoretiska och praktiska kunskaper som är nödvändiga. I licensen ingår en försäkring som mot en kostnad kan kompletteras med ett mer omfattande försäkringsskydd.
För att ta steget upp i större tävlingssammanhang SM (Svenska Mästerskapen) gäller det att skaffa sig både erfarenhet och meriter i form av bra resultat. Antalet licensierade förare växer kontinuerligt i Sverige och sporten lockar förare i alla åldrar. Extra intressant är att så många kvinnor verkar dra sig till sporten, både som publik, som förare eller supporter till något team.

## Svenska klasser
I dag finns flera klasser inom svensk roadracing: Supersport 300, Moto3/125GP, Open 600, Open 1000, Supersport 600 och Superbike. Det finns även classic roadracing som är för äldre hojar och Endurance som är ett långlopp.

## Internationella klasser
- MotoGP, prototypklass med max 1000 cm3 fyrtaktsmotor och max fyra cylindrar.
  - 2007-2012 var kubikbegränsningen 800 cm3 fyrtaktsmotor.
  - 2002-2006 var kubikbegränsningarna 990 cm3 fyrtakt och 500 cm3 tvåtakt
  - till 2001 hade klassen en rak 500 cm3 kubikbegränsning och kallades 500GP.
- Moto2, prototypklass med enhetsmotorer från Triumph på 675 cm³, tre cylindrar och enhetsdäck från Michelin. Ersatte 250GP till säsongen 2010.
- Moto3, prototypklass med max 250 cm³ encylindrig fyrtaktsmotor. Ersatte 125GP med tvåtaktsmotorer från 2012.
- World Superbike, siluettklass med max 1000cc fyrcylindriga resp 1200cc tvåcylindriga fyrtaktsmotorer, baserad på serietillverkade motorcyklar.
- World Supersport, klass baserad på standardmotorcyklar med max 600cc fyrcylindriga, 675cc trecylindriga resp max 750cc tvåcylindrig fyrtaktsmotorer.
- World Superstock, standardklass för lätt modifierade sportmotorcyklar med max 1000cc fyrtaktsmotor

## Nationella klasser (Sverige)
- Supersport 300, baserad på motorcyklar som uppfyller de tekniska kraven för körkortsklassen A2. Förare kan börja tävla från 13 år.
- Moto3/125GP, är steget upp från Supersport 300 och är öppen för homologiserade encylindriga standardmaskiner med mindre modifieringar, 2-takt med max 125cc eller 4-takt med max 250cc. Förare kan börja tävla från 13 år.
- Open 600, 400-750cc, med möjlighet till modifiering samt trimning. Instegsklass för dem som vill köra 4-taktsmaskiner, då man i denna klass samlar uppklassningspoäng. Förare kan börja tävla från 16 år.
- Open 1000, 651-1325cc, med möjlighet till modifiering samt trimning. Instegsklass för dem som vill köra 4-taktsmaskiner, då man i denna klass samlar uppklassningspoäng. Förare kan börja tävla från 17 år.
- Supersport 600 (Next Generation), klass öppen för homologiserade standard 4-taktsmaskiner där endast mindre modifieringar är tillåtna. 600cc/4cyl, 675cc/3cyl, 750cc/2cyl. Förare kan börja tävla från 16 år.
- Superbike, klass öppen för homologiserade standard 4-taktsmaskiner inom följande kategorier: 651-1105cc/4cyl, 751-1200cc/2cyl, 751-1000cc/3cyl. Förare kan börja tävla från 17 år.

## Profiler inom sporten

### Svenskar
- Peter Lindén
- Sven Andersson (Furtan), SM-tvåa, SM-trea
- Kent Andersson, dubbel världsmästare i 125GP
- Johan Stigefelt, tidigare VM-förare i 250GP, 500GP och Supersport. Sedan 2007 teamägare för Stiggy Motorsports med förare i Supersport VM. Från 2009 tävlar teamet även i Superbike VM.
- Andreas Mårtensson, svensk mästare i 250GP 2006
- Jimmy Lindström, Svenska Mästare i Pro Superbike 2007, VM i Endurance 2003
- Freddy Papunen, Svensk Mästare i Pro Superbike 2005, 2008 och 2010
- Pehr "Bam" Carlson, skandinavisk och svensk mästare, ett flertal internationella segrar, GP veteran och senaste svensken på en VM-prispall, i solo, nr 3 i Frankrikes GP 1978 i Nogaro. 105 GP, 95 GP poäng.
- Bo Granath, VM-femma i 500GP 1972, 237 VM-starter, Europamästare 1999 i 7A, tolvfaldig Svensk Mästare, trefaldig Nordisk Mästare
- Filip Backlund, SM-vinnare i Superbike och tävlingsförare i BSB Superstock 1000 och BSB Superbike
- Jesper Pellijeff, SM-vinnare i Superstock 2st, Superbike 2st, 2st i PRO-Superbike. Förare i Endurance VM.

### Finländare
- Jarno Saarinen
- Mika Kallio
- Taru Rinne

### Övriga
- Wayne Rainey, världsmästare GP500 1990,1991,1992
- Giacomo Agostini, mångfladig världsmästare och flesta GP-segrar genom tiderna
- Valentino Rossi, niofaldig världsmästare i 125, 250, 500 och MotoGP.
- Casey Stoner, ny ung stjärna som vann VM 2007.
- Max Biaggi, fyrfaldig världsmästare i GP250
- Michael "Mick" Doohan, femfaldig världsmästare i GP500
- Carl Fogarty, fyrfaldig världsmästare i Superbike
- Carlos Checa, MotoGP-veteran
- Sébastien Charpentier, Supersport-världsmästare 2005-2006
- Marc Márquez, 8-faldig mästare i Moto3, Moto2, MotoGP